# Ukrainische Union der Patrioten
Die Ukrainische Union der Patrioten „UKROP“ (ukrainisch Українське об'єднання патріотів „УКРОП“, das russische Wort Укроп bezeichnet die Pflanze Dill) ist eine politische Partei in der Ukraine. Sie wurde am 15. Juni 2015 unter ihrem jetzigen Namen vom ukrainischen Justizministerium  als Umbenennung der am 25. September 2014 registrierten Partei „Patriotische Allianz“ registriert und konnte daher an den Kommunalwahlen in der Ukraine im Oktober 2015 teilnehmen.
Vorsitzender der dem Oligarchen Ihor Kolomojskyj nahe stehenden Partei war von Parteigründung bis zum 23. Januar 2016 der Oligarch Hennadij Korban, der von Denys Boryssenko (Денис Валерійович Борисенко) im Amt abgelöst wurde. Zum Parteivorstand gehört Borys Filatow, der ehemalige Abgeordnete der Werchowna Rada Ihor Palyzja (Ігор Петрович Палиця) und der Abgeordnete der Werchowna Rada Andrij Denyssenko (Андрій Сергійович Денисенко).

## Ausrichtung
Die Partei positioniert sich als betont patriotische Mitte-Rechts-Partei mit liberalen Ansichten. Sie möchte den Mittelstand und unternehmerische Initiative unterstützen, die Wirtschaft entmonopolisieren, Handelsschranken abbauen und die Steuergesetze vereinfachen.

## Wahlerfolge
Nachdem die Parteispitze beschlossen hatte, an den Kommunalwahlen in der Ukraine 2015 teilzunehmen gewann die Partei in zahlreichen Kommunen eine Mehrheit und stellt in vielen Ortschaften und Städten, insbesondere in der Oblast Dnipropetrowsk, den Bürgermeister wie beispielsweise in Dnipro Borys Filatow und in Schowti Wody Wolodymyr Abramow. Der Parteivorsitzende Hennadij Korban trat erfolglos zur Bürgermeisterwahl in Kiew an.